# Шитово
Ши́тово (рос. Шитово) — присілок у складі Білохолуницького району Кіровської області, Росія. Входить до складу Білохолуницького міського поселення.
Населення поселення становить 10 осіб (2010, 24 у 2002).
Національний склад станом на 2002 рік — росіяни 96 %.